# Seznam cerkva v Sloveniji (B)
|  | Seznam cerkva: A B C Č D E F G H I J K L M N O P R S Š T U V W Z Ž |

- Bernardin Sienski ima ruševinsko cerkev v Portorožu
- Za Bičanega Zveličarja glej Jezus Kristus
- Za Bolfenka glej Wolfgang Regensburški
- Za Boska glej Janez Bosko

## Barbara
| Slika                     | Cerkev  | Naselje               | Župnija                          | Škofija |
| ------------------------- | ------- | --------------------- | -------------------------------- | ------- |
| Klikni za spremembo slike | Barbara | Blatno                | Pišece                           | CE      |
| Klikni za spremembo slike | Barbara | Cirkulane             | Cirkulane                        | MB      |
| Klikni za spremembo slike | Barbara | Drušče                | Škocjan pri Novem mestu          | NM      |
| Klikni za spremembo slike | Barbara | Hrib - Loški Potok    | Loški Potok                      | LJ      |
| Klikni za spremembo slike | Barbara | Knežak                | Knežak                           | KP      |
| Klikni za spremembo slike | Barbara | Legen                 | Šmartno pri Slovenj Gradcu       | MB      |
| Klikni za spremembo slike | Barbara | Malahorna             | Čadram - Oplotnica               | MB      |
| Klikni za spremembo slike | Barbara | Okrog                 | Šentrupert                       | NM      |
| Klikni za spremembo slike | Barbara | Prevalje              | Prevalje                         | MB      |
| Klikni za spremembo slike | Barbara | Ravnik pri Hotedršici | Hotedršica                       | LJ      |
| Klikni za spremembo slike | Barbara | Studenec              | Hrenovice                        | KP      |
| Klikni za spremembo slike | Barbara | Sveta Barbara         | Škofja Loka                      | LJ      |
| Klikni za spremembo slike | Barbara | Vinski Vrh pri Šmarju | Šmarje pri Jelšah                | CE      |
| Klikni za spremembo slike | Barbara | Zajelšje              | Hrušica                          | KP      |
| Klikni za spremembo slike | Barbara | Za Kalvarijo          | Maribor - Sv. Janez Krstnik      | MB      |
| Klikni za spremembo slike | Barbara | Zgornja Korena        | Sv. Barbara v Slovenskih goricah | MB      |

## Bas iz Nice
| Slika                     | Cerkev | Naselje | Župnija                      | Škofija |
| ------------------------- | ------ | ------- | ---------------------------- | ------- |
| Klikni za spremembo slike | Bass   | Koper   | Koper - Marijino vnebovzetje | KP      |

## Benedikt Nursijski
| Slika                     | Cerkev   | Naselje               | Župnija                           | Škofija |
| ------------------------- | -------- | --------------------- | --------------------------------- | ------- |
| Klikni za spremembo slike | Benedikt | Benedikt              | Sv. Benedikt v Slovenskih goricah | MB      |
| Klikni za spremembo slike | Benedikt | Blečji Vrh            | Polica                            | LJ      |
| Klikni za spremembo slike | Benedikt | Kančevci              | Kančevci                          | MS      |
| Klikni za spremembo slike | Benedikt | Kozarišče             | Stari trg pri Ložu                | LJ      |
| Klikni za spremembo slike | Benedikt | Kresnice              | Kresnice                          | LJ      |
| Klikni za spremembo slike | Benedikt | Krtince               | Sladka Gora                       | CE      |
| Klikni za spremembo slike | Benedikt | Zagorica nad Kamnikom | Stranje                           | LJ      |
| Klikni za spremembo slike | Benedikt | Žigrski Vrh           | Sevnica                           | CE      |

## Blaž
| Slika                     | Cerkev | Naselje | Župnija                      | Škofija |
| ------------------------- | ------ | ------- | ---------------------------- | ------- |
| Klikni za spremembo slike | Blaž   | Koper   | Koper - Marijino vnebovzetje | KP      |
| Klikni za spremembo slike | Blaž   | Padna   | Krkavče                      | KP      |

## Boštjan
- Glej tudi:

- Fabijan in Boštjan
- Rok in Sebastijan

| Slika                     | Cerkev    | Naselje       | Župnija            | Škofija |
| ------------------------- | --------- | ------------- | ------------------ | ------- |
| Klikni za spremembo slike | Boštjan   | Brestanica    | Brestanica         | CE      |
| Klikni za spremembo slike | Boštjan   | Čermožiše     | Žetale             | MB      |
| Klikni za spremembo slike | Boštjan   | Črnomelj      | Črnomelj           | NM      |
| Klikni za spremembo slike | Boštjan   | Moste         | Komenda            | LJ      |
| Klikni za spremembo slike | Boštjan   | Pečarovci     | Pečarovci          | MS      |
| Klikni za spremembo slike | Boštjan   | Petrinje      | Hrpelje-Kozina     | KP      |
| Klikni za spremembo slike | Sebastjan | Predgrad      | Stari trg ob Kolpi | NM      |
| Klikni za spremembo slike | Boštjan   | Sveti Boštjan | Dravograd          | MB      |

## Brigita Irska
| Slika                     | Cerkev | Naselje  | Župnija | Škofija |
| ------------------------- | ------ | -------- | ------- | ------- |
| Klikni za spremembo slike | Brida  | Kolomban | Ankaran | KP      |

## Brigita Švedska
| Slika                     | Cerkev  | Naselje | Župnija  | Škofija |
| ------------------------- | ------- | ------- | -------- | ------- |
| Klikni za spremembo slike | Brigita | Trsek   | Marezige | KP      |

## Brikcij iz Toursa
| Slika                     | Cerkev  | Naselje                  | Župnija                 | Škofija |
| ------------------------- | ------- | ------------------------ | ----------------------- | ------- |
| Klikni za spremembo slike | Brikcij | Četena Ravan             | Javorje nad Škofjo Loko | LJ      |
| Klikni za spremembo slike | Brikcij | Laze pri Gorenjem Jezeru | Stari trg pri Ložu      | LJ      |
| Klikni za spremembo slike | Brikcij | Naklo                    | Divača                  | KP      |
| Klikni za spremembo slike | Brikcij | Podlipa                  | Podlipa                 | KP      |
| Klikni za spremembo slike | Brikcij | Rtiče                    | Šentjurij - Podkum      | LJ      |
| Klikni za spremembo slike | Brikcij | Selišče                  | Tolmin                  | KP      |
| Klikni za spremembo slike | Brikcij | Šenbric                  | Velenje - Sv. Martin    | CE      |
| Klikni za spremembo slike | Brikcij | Veliko Ubeljsko          | Hrenovice               | KP      |